# Popis hrvatskih veleposlanika u Azerbajdžanu
Republika Hrvatska i Republika Azerbajdžan održavaju diplomatske odnose od 26. siječnja 1995. Sjedište veleposlanstva je u Bakuu.

## Veleposlanici
| Veleposlanik     | Postavljenje        | Opoziv              | Sjedište |
| ---------------- | ------------------- | ------------------- | -------- |
| Hidajet Biščević | 30. kolovoza 1995.  | 1. ožujka 1996.     | Ankara   |
| Ivica Tomić      | 15. listopada 1996. | 31. listopada 2000. | Ankara   |
| Amir Muharemi    | 14. ožujka 2002.    | 25. listopada 2005. | Ankara   |
| Gordan Bakota    | 20. siječnja 2006.  | 31. prosinca 2010.  | Ankara   |
| Dražen Hrastić   | 11. srpnja 2011.    | 31. kolovoza 2015.  | Ankara   |

## Vanjske poveznice
- Azerbajdžan na stranici MVEP-a